# Ignace Mielżyński
Pour les articles homonymes, voir Mielżyński.
Ignace Mielżyński, né en 1802, est un entomologiste polonais, comte et insurgé de la révolution du 29 novembre 1830.

## Biographie
Il est le fils de Józef Mielżyński et Franciszka Niemojowska.
Son père l'envoie étudier à Genève avec son frère cadet Séverin.
Il passe ensuite son temps libre dans les sciences naturelles. Orienté vers le monde des mollusques, il publie quelques ouvrages sur le sujet, puis devient membre de la Société helvétique des sciences naturelles et aussi celle de philosophie de Genève.
Mais la vie politique en Pologne le rappelle au pays. Son frère Mathias est accusé de complicité et séjourne trois ans en prison.
Avec son frère Séverin, Ignace est à son tour incarcéré quelques mois pour avoir réclamé contre la détention arbitraire de Mathias.
Ignace se soustrait aux persécutions en parcourant la France et l’Angleterre et la Suisse.
Quant éclate la révolution, Ignace quitte Genève pour rejoindre Séverin et Mathias. Les trois frères s'engagent dans le régiment des lanciers de Poznań. En mai 1831, le régiment part pour la Lituanie. Dans la charge de Raygrod, Séverin est blessé. Mathias, alors capitaine de cavalerie sous les ordres du général Chłapowski.
Ignace devient fatigué malade. 
Mathias lui impose le repos, mais la fougue patriotique le remet en selle, à la tête d'un escadron de lanciers pour enlever une batterie russe le 8 juillet 1831; il rétorque à Mathias: Parbleu, nous sommes trois frères, et aucun n'est mort pour sa patrie, c'est presque honteux; Ignace est frappé par la mort. peu de temps après.

## Publications
- Notice sur la manière dont on trouve le succin en terre - Bibl. Univ. Sc. Arts. Genf. (1832)